# Universidad del Distrito de Columbia
La Universidad del Distrito de Columbia (UDC, University of the District of Columbia en idioma inglés) es una universidad pública estadounidense con sede en la ciudad de Washington D. C. Es la única universidad pública del Distrito de Columbia, y una de las pocas universidades urbanas land-grant. Es miembro del Thurgood Marshall College Fund.

## Historia
La universidad tiene sus orígenes en 1851. Myrtilla Miner fundó la Normal School for Colored Girls (Escuela Normal para Mujeres de Color) en 1851. En 1879, en ese entonces conocida como Miner Normal School, se unió al sistema de educación pública del Distrito de Columbia Una institución separada, la Escuela Normal de Washington se estableció en 1873 para niñas y en 1913 fue renombrada la Wilson Normal School.
En 1929, el Congreso de los Estados Unidos convirtió ambas escuelas en facultades de docentes de cuatro años y designó a la Miner Teachers College (Escuela de Maestros Mineros) para Afroamericanos y al Wilson Teachers College (Colegio de Maestros Wilson) para blancos. En 1955, tras el caso Brown v. Board of Education, las dos escuelas se fusionaron en el District of Columbia Teachers College.
El senador estadounidense Wayne Morse de Oregón y el representante Ancher Nelsen de Minnesota patrocinaron la Ley de Educación Pública del Distrito de Columbia, promulgada el 7 de noviembre de 1966, como Ley pública 89-791, que estableció dos instituciones adicionales. El Federal City College fue creado como una universidad de artes liberales de 4 años. Originalmente se planeó como una universidad pequeña y selectiva de aproximadamente 700 estudiantes. Cuando se abrió la universidad en 1968, sin embargo, la admisión estaba abierta y las solicitudes habían aumentado a 6000; los estudiantes fueron colocados por lotería. El Washington Technical Institute se estableció como una escuela técnica. A ambas instituciones también se les otorgó la calidad de universidades land-grant y una dotación de $ 7.24 millones (USD), en lugar de una concesión de tierras.
La Asociación de Universidades y Escuelas del Medio (MACS) otorgó la acreditación educativa al Washington Technical Institute en 1971 y al Federal City College en 1974. Los esfuerzos para unificar el D.C. Teachers College, el Federal City College, y el Washington Technical Institute bajo una única estructura administrativa comenzaron después de la aprobación de la Ley de Autonomía del Distrito de Columbia. La fusión de las instituciones fue aprobada en 1975, y el 1 de agosto de 1977, las tres instituciones se consolidaron formalmente como la Universidad del Distrito de Columbia, con Lisle Carleton Carter, Jr. como su primer presidente. El Consejo del Distrito de Columbia luego aprobó una ley que fusionó la Facultad de Derecho del Distrito de Columbia con la Universidad del Distrito de Columbia en 1996.
A partir del año académico 2009-10, los programas de UDC se dividieron en dos instituciones separadas bajo una configuración tipo "sistema universitario". Un nuevo Community College asumió los programas de grado de asociado, certificado, educación continua y fuerza de trabajo de la UDC, mientras que el campus de UDC Flagship continuó con sus programas de licenciatura y posgrado. Mientras que la UDC-CC mantendrá una política de inscripción abierta, un diploma de escuela secundaria ya no garantiza la admisión a la UDC.
A finales de 2012, la universidad informó que sus gastos promedio de $ 35.152 por estudiante de tiempo completo son 66 por ciento más altos que los gastos de escuelas comparables. Para recortar costos, la UDC se reorganizó y planea eliminar varios programas de grado.
En 2012 y 2013, la Universidad eliminó 97 puestos de tiempo completo equivalentes, incluidos puestos abolidos, nombramientos ejecutivos y puestos vacantes financiados. A fines de diciembre de 2012, la Junta de Síndicos aprobó un cambio en la administración ejecutiva de la Universidad y nombró a la Dra. Rachel Petty como COO interina. Durante la primavera de 2013 James E. Lyons Sr. fue contratado como presidente interino para dirigir la institución.

## Aspecto académico
La UDC ofrece 68 programas de pregrado y posgrado. La División de Extensión Comunitaria y Servicios de Extensión (COES) ofrece una variedad de programas educativos y prácticos no académicos y de entrenamiento. La UDC gasta $ 3.152 por estudiante a tiempo completo. IPED informa que la graduación de estudiantes de tiempo completo de UDC es del 15%; aunque la UDC gradúa a más estudiantes residentes del Distrito que cualquier colegio o universidad en el Distrito de Columbia. La mayoría de los estudiantes que asisten a la Universidad del Distrito de Columbia son estudiantes adultos no tradicionales a tiempo parcial.

#### Escuelas y universidades
- Facultad de Agricultura, Sostenibilidad Urbana y Ciencias Ambientales (CAUSAS)
- Facultad de Artes y Ciencias (CAS)
- Escuela de Negocios y Administración Pública (SBPA)
- Escuela de Ingeniería y Ciencias Aplicadas (SEAS)
- Escuela de Derecho David A. Clarke (anteriormente la Facultad de Derecho de Antioch)
- Investigación y estudios de posgrado
- Universidad del Distrito de Columbia - Community College (UDC-CC)

### Programas internacionales
En 1996 se dio una asociación académica con la "Academia Moderna en Maadi", en Maadi, un suburbio al sur de El Cairo, Egipto, fomenta el crecimiento material, físico e intelectual de los estudiantes, docentes y personal de ambas instituciones a través de programas de pregrado de la UDC ofrecidos de forma presencial en  El Cairo.
La asociación del campus de la sucursal Maadi finalizó en junio de 2014. Todos los estudiantes matriculados participarán en un proceso de enseñanza. No se otorgarán títulos después de mayo de 2016 a ningún alumno matriculado actualmente.
El departamento de educación de adultos de la UDC mantuvo una relación de colaboración con la Universidad de Nairobi durante varios años, incluido el intercambio de docentes y el patrocinio de estudiantes de doctorado.

## Campus
El campus principal de la UDC, conocido como el campus de Van Ness, se encuentra en el vecindario North Cleveland Park en la Connecticut Avenue y Van Ness Street en el noroeste de Washington D. C. Su nombre se debe a la Estación del Metrorail Van Ness-UDC Metrorail.
Tras ser una escuela donde sus estudiantes vivían principalmente en sus residencias, la UDC abrió sus primeros alojamientos residenciales o dormitorios en agosto de 2010 al alquilar un edificio de apartamentos al otro lado de la calle de su campus. La UDC planea abrir una nueva residencia en su campus principal para el año 2012 que podría albergar hasta 300 estudiantes. La construcción de un nuevo centro para estudiantes de $ 40 millones también comenzó en 2012.
El Campus de Van Ness se inauguró en 1968 como el campus del Washington Technical Institute, ocupando los edificios anteriormente usados por la National Bureau of Standards. Tras el anuncio de la UDC en 1975, se comenzó a trabajar en la reurbanización del campus, con la construcción de los edificios 32, 38 y 39 completados en 1976. Siete edificios adicionales se abrieron en 1981 al final de una segunda fase de construcción. Las instalaciones de DCTC en el antiguo edificio Wilson Teachers College en la calle 11 y Harvard Street, NW y en la escuela Franklin fueron retiradas.
El Monte Vernon Square fue seleccionado como el sitio para Federal City College en 1968, y en 1973 el FCC tomó el control de la Biblioteca Carnegie, que se cerró en 1970 en previsión de la mudanza de la biblioteca pública de D.C. a la Biblioteca conmemorativa Martin Luther King Jr. Los fondos para el campus no se materializaron hasta 1978, sin embargo frente a la disminución de la matrícula y la falta de fondos, las operaciones en el campus del centro de la ciudad se redujeron en la década de 1990, y las instalaciones se cerraron. El nombre "UDC" fue removido del nombre de la cercana estación de Metro Mount Vernon Square en 2001.